# Kathedrale von Chioggia

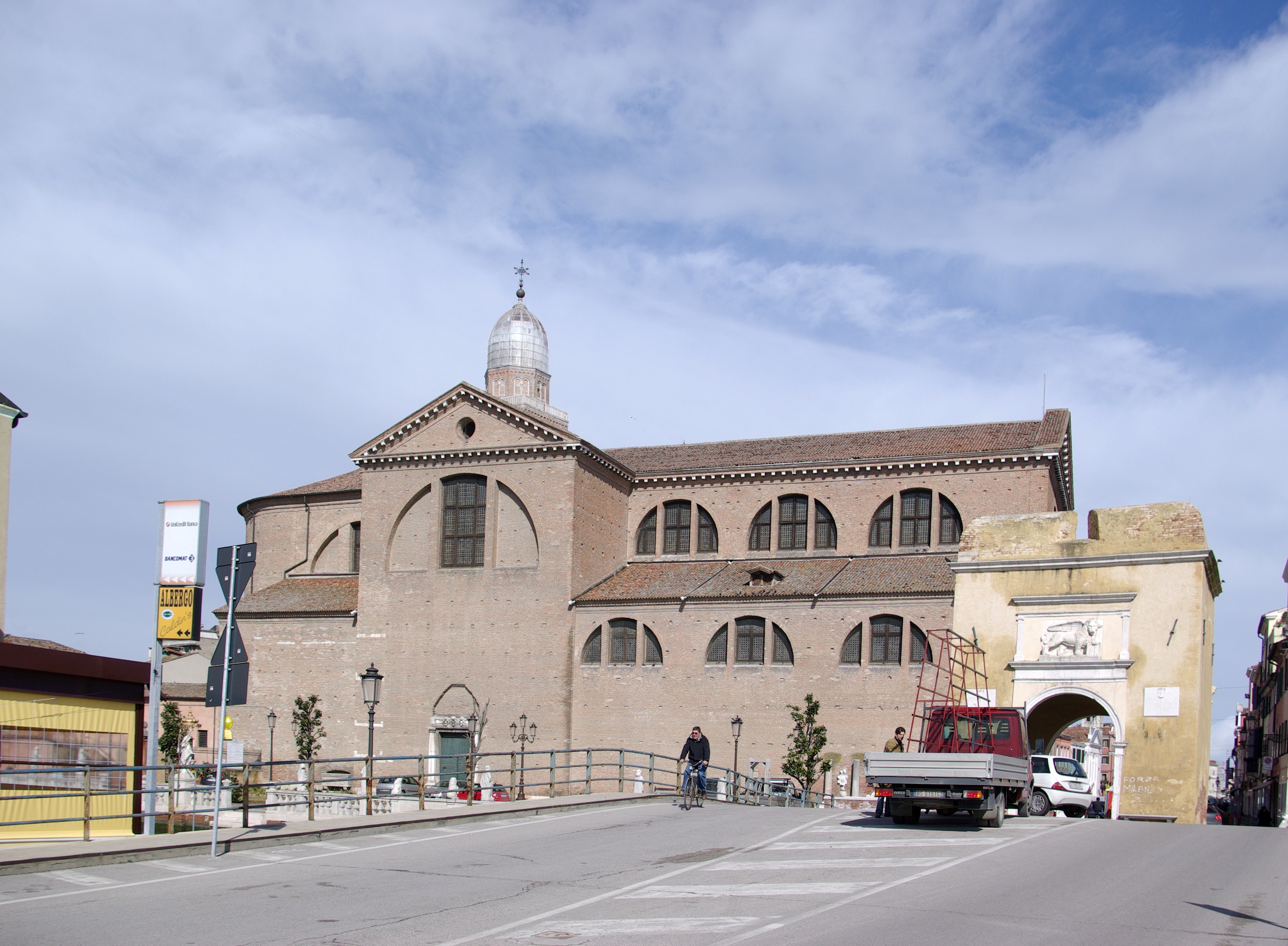
Die Kathedrale und im Vordergrund die Porta di Santa Maria Assunta

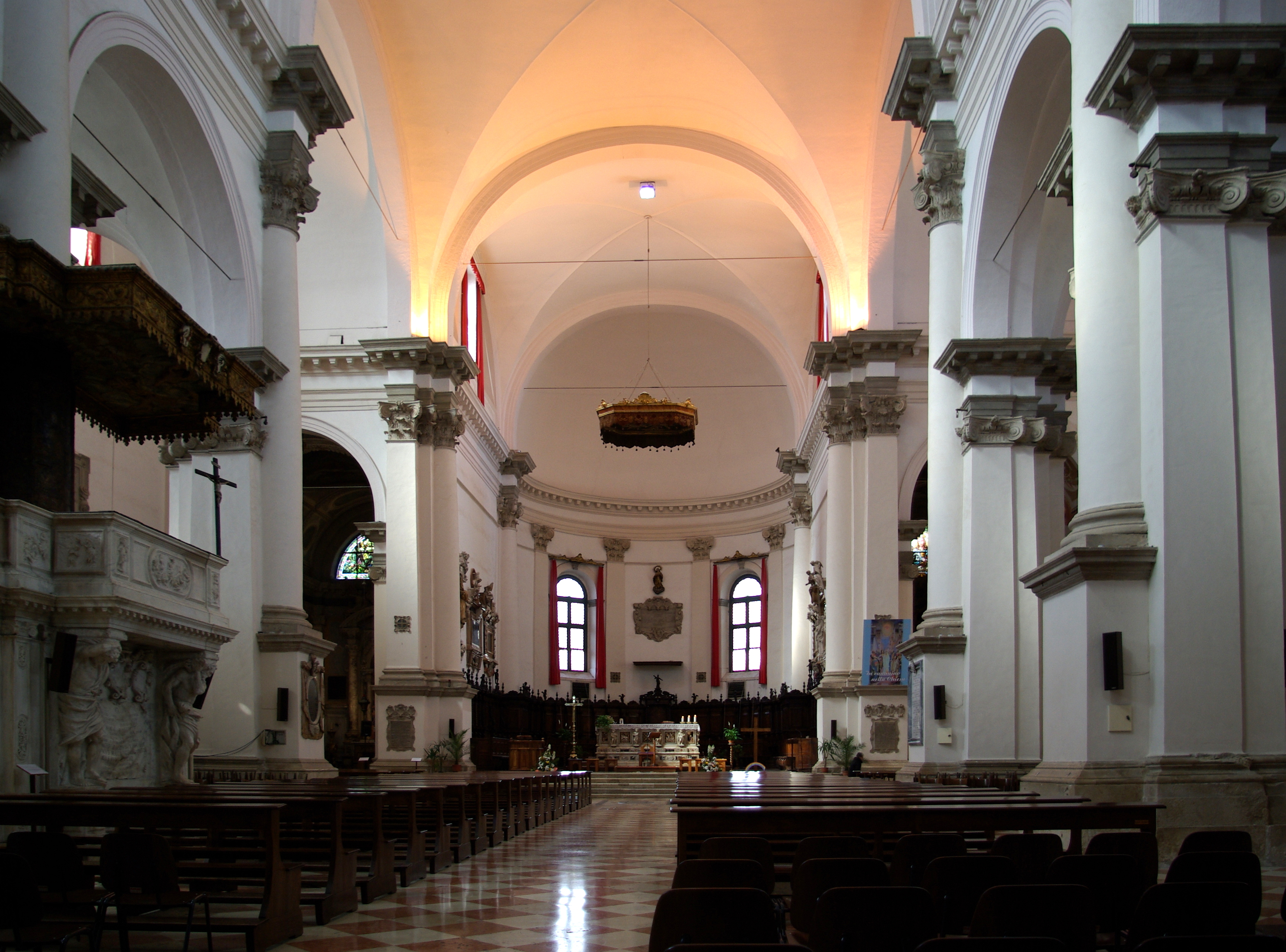
Innenansicht mit Blick auf den Chor und den Altar

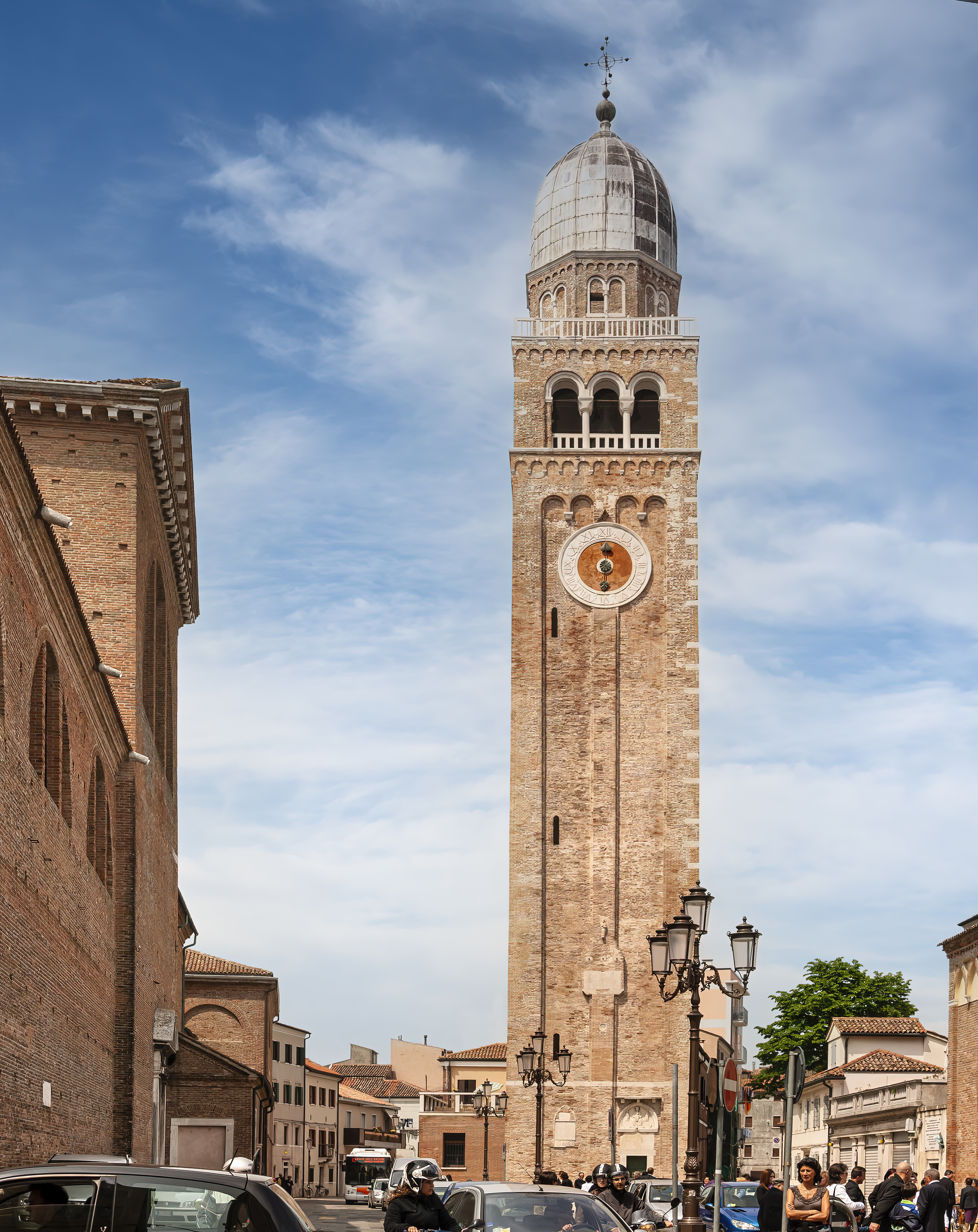
Der separat stehende Kirchturm der Kathedrale

Die barocke Kathedrale Santa Maria Assunta (ital. Cattedrale di Santa Maria Assunta) ist die Kathedrale des Bistums Chioggia und das größte Gebäude der italienischen Stadt Chioggia in Venetien an der Lagune von Venedig.

## Geschichte
Ein erster Bau der Kathedrale wurde 1110 fertiggestellt. Von 1623 bis 1674 wurde sie vom Architekten Baldassare Longhena rekonstruiert, wobei die Fassade immer noch unvollendet ist. Im Innern der Kathedrale finden sich Skulpturen und Gemälde barocken Stils aus dem 17. und 18. Jahrhundert, u. a. die Altarbilder von Palma il Giovane und Pietro Liberi und das Basrelief von Domenico Negri sowie weitere Werke von Cima da Conegliano.
In unmittelbarer Nähe der Kathedrale steht das frühere Stadttor Porta di Santa Maria Assunta.

## Orgel
Die Orgel wurde 1788 von dem Orgelbauer Gaetano Callido erbaut, und zuletzt durch den Orgelbauer Francesco Zanin im Jahre 2004 restauriert. Das Instrument hat 30 Register auf zwei Manualen und Pedal. Die Trakturen sind mechanisch.
| II Organo positivo C–a3 |        |
| Principale              | 8′     |
| Bordone                 | 8′     |
| Viola                   | 8′     |
| Voce Celeste            | 8′     |
| Ottava                  | 4′     |
| Flauto                  | 4′     |
| Nazardo                 | 2 ⁄3′  |
| XV                      | 2′     |
| Terza                   | 1 3⁄5′ |
| Ripieno II              |        |
| Oboe                    | 8′     |

| II Grand'Organo C–a3 |     |
| Principale           | 16′ |
| Principale           | 8′  |
| Voce Umana           | 8′  |
| Dulciana             | 8′  |
| Flauto               | 8′  |
| Ottava               | 4′  |
| XV                   | 2′  |
| XIX e XXII           |     |
| XXVI e XXIX          |     |
| Flauto in VIIIa      |     |
| Flauto in XIIa       |     |
| Cornetta             | 8′  |
| Tromba               | 8′  |

| Pedalwerk C–f1 |     |
| Contrabbasso   | 16′ |
| Subbasso       | 16′ |
| Basso          | 8′  |
| Bordone        | 8′  |
| Trombone       | 16′ |
| Trombone       | 8′  |